# 胡安·羅德里格斯
胡安·羅德里格斯（西班牙語：Juan Rodríguez；1982年4月1日—）是一位西班牙足球運動員。在場上的位置是防守型中場。他現在效力於西班牙足球甲級聯賽球隊赫塔菲足球俱樂部。他也曾效力於馬拉加等球隊。